# Шмитт, Моти
Моти Шмитт (ивр. מוטי שמיט‎, 1945 года, Вильнюс, Литовская ССР) — израильский скрипач, композитор, дирижёр, музыкальный педагог.

## Биография
Моти Шмитт родился в 1945 году в Вильнюсе в семье Исера Шмитта, бывшего командира еврейского партизанского отряда. В возрасте пяти лет Моти начал свою концертную деятельность, выступая с оркестром Вильнюсской филармонии. Айзек Стерн, выступавший с концертами в СССР, дал высокую оценку исполнительского мастерства 13-летнего Моти.
В начале 1960-х поступил в Московскую консерваторию в класс скрипача Дмитрия Цыганова. Окончил консерваторию по классам скрипки, композиции и дирижирования. Участвуя в международных конкурсах Шмитт в 1969 году становится лауреатом Конкурса имени Лонг и Тибо в Париже и Конкурса скрипачей имени Паганини в Генуе.  
После репатриации в Израиль в 1973 году его музыкальное творчество получает новую жизнь. Шмитт — исполнитель, дирижёр, основатель и руководитель многих ведущих музыкальных коллективов страны. Его исполнительская деятельность тесно связана с Иерусалимским симфоническим оркестром. Шмитт основывает камерный оркестр «Артисты Иерусалима» (1979), Иерусалимский струнный квартет (1982) и состоит дирижёром и художественным руководителем многих израильских оркестров. Неоднократно выступает как солист и дирижёр с оркестрами Европы и США, организовывает фестивали и специальные проекты в Израиле и за рубежом. С 1974 года преподает в Иерусалимской академии музыки и танца имени С. Рубина.
Моти Шмитт женат на израильской певице Рут Левин, дочери известного композитора и чтеца на идиш Лейбу Левина.

## Исполнительская деятельность
В 1978 году назначен концертмейстером Иерусалимского симфонического оркестра и занимал эту позицию в течение 26 лет. В Иерусалимский оркестр перешёл из Израильского камерного оркестра, где также был концертмейстером. По словам Шмитта, переход позволил ему расширить и обогатить свой исполнительский репертуар. Работу в оркестре он совмещает с сольной концертной и педагогической деятельностью. 
Игру Шмитта отличают индивидуальный стиль, оригинальное прочтение произведений и виртуозность. В его репертуаре произведения И. С. Баха, Шостаковича, Моцарта, Брамса, Генделя, Шуберта, Равеля, Шоссона, Мессиана, Тартини, Вила-Лобоса и многих других композиторов. 

## Дирижёрская деятельность
В разные годы Моти Шмит является музыкальным руководителем и дирижёром камерного оркестра «Артисты Иерусалима», Израильского оркестра щипковых инструментов, Ашдодского симфонического оркестра, Тель-Авивского молодёжного оркестра, а также дирижёром симфонического оркестра Иерусалимской академии музыки. 
Шмитт-дирижёр владеет обширным репертуаром: от барокко до современной музыки как израильских, так и зарубежных композиторов. 

## Композиторское творчество
Моти Шмитт — автор произведений камерной музыки, музыки для театра и инструментальной оркестровой музыки. Он создал вокальный цикл «5 песен» на тексты Уильям Батлер Йейтса («Стихи, возможно, для музыки»), который исполнили Рут Левин и Ашдодский симфонический оркестр. Им написано около 20 зонгов на стихи из поэмы «Голем» Григория Трестмана, музыка для моноспектакля Рут Левин по рассказу Аврома Суцкевера, композиция «Иерусалимский дух» и другие произведения. Шмитт сделал аранжировку йеменских песен для солиста, хора и оркестра

## Педагогическая деятельность
Как педагог Иерусалимской академии музыки Шмитт воспитал многие поколения скрипачей и мандолистов, некоторые из которых стали известными солистами в Израиле и за рубежом. Его учениками в разное время были Ави Авиталь, Шмуэль Эльбаз, Яаков Реувен, Алон Сариэль, Софи Фрадкин, Мария Бенарос и другие музыканты. Некоторые из его учеников становились победителями израильских и международных конкурсов и выступали с ведущими оркестрами в различных странах мира. 
Шмитт-педагог немало времени уделял обучению подрастающего поколения в консерваториях и школах Израиля, а также в рамках проекта «Кешет Эйлон», готовящего будущее поколение музыкальных педагогов и исполнителей на струнных инструментах. Многие его ученики работают старшими преподавателями в консерваториях Израиля..  